# 伊和沙日乌苏
伊和沙日乌苏，又名沙尔乌素诺日，是位于中国内蒙古自治区呼伦贝尔市新巴尔虎左旗塔日根诺尔苏木的一个湖泊。其位置约在东经118°41′，北纬48°12′。湖面海拔680米，面积达3.70平方公里。该湖的沉积物主要为天然碱。伊和沙日乌苏在蒙古语中的意思是大黄水湖。